# Tephrosia hildebrandtii
Tephrosia hildebrandtii är en ärtväxtart som beskrevs av Wilhelm Vatke. Tephrosia hildebrandtii ingår i släktet Tephrosia och familjen ärtväxter. Inga underarter finns listade i Catalogue of Life.